# Rugby Europe Super Cup
El Rugby Europe Super Cup es un torneo de rugby profesional para naciones emergentes de Europa.
Existe desde 2021 y es organizado por Rugby Europe, máximo ente rector de la región.
Es un modelo de franquicias similar al Súper Rugby, con 6 equipos de: Bélgica, España, Países Bajos, Portugal y Rumania.

## Sistema de disputa
Las franquicias se dividirán en dos conferencias (este y oeste) según criterio geográfico, cada conferencia estará integrada por cuatro equipos, cada equipo disputará seis encuentros frente a sus rivales, finalizada la fase regular los dos mejores equipos se clasificarán a las semifinales por el título del torneo.

## Historia
El primer campeón del torneo fue el elenco georgiano Black Lion luego de vencer en la final al equipo Lusitanos XV de Portugal por un marcador de 17 a 14 en Lisboa.
En la temporada 2022-23 los equipos rusos fueron excluidos del torneo debido a la Invasión rusa de Ucrania, en su reemplazo se confirmó la incorporación de Romanian Wolves y los georgianos de Batumi RC.
En 2023 se incorporó el equipo checo Bohemia Rugby Warriors, en reemplazo de los georgianos Batumi RC, que solo participaron en una edición del torneo.
Las ediciones 2022 y 2023 fueron obtenidas nuevamente por Black Lion, en ambas derrotando al equipo israelí Tel Aviv Heat.

## Equipos

### Participantes 2025
| Franquicia               | País            | Estadio                      | Ciudad     |
| ------------------------ | --------------- | ---------------------------- | ---------- |
| Brussels Devils          | Bélgica         | Estadio Nelson Mandela       | Bruselas   |
| Castilla y León Iberians | España          | Campos de Pepe Rojo          | Valladolid |
| The Delta                | Países Bajos    | RC Eemland                   | Amersfoort |
| Lusitanos XV             | Portugal        | Estadio Nacional de Portugal | Lisboa     |
| Bohemia Rugby Warriors   | República Checa | Markéta Stadium              | Praga      |
| Romanian Wolves          | Rumania         | Arcul de Triumf              | Bucarest   |

### Participantes anteriores
| Franquicia      | País    | Estadio              | Ciudad      | Años participación |
| --------------- | ------- | -------------------- | ----------- | ------------------ |
| Batumi RC       | Georgia | Batumi Stadion       | Batumi      | 2022               |
| Enisey-STM      | Rusia   | Estadio Avangard     | Krasnoyarsk | 2021-2022          |
| Lokomotiv Penza | Rusia   | Estadio Pervomayskiy | Penza       | 2021-2022          |
| Tel Aviv Heat   | Israel  | Estadio Hamoshava    | Petaj Tikva | 2021-2023          |
| The Black Lion  | Georgia | Estadio Avchala      | Tbilisi     | 2021-2024          |

## Campeones
| Temporada           | Campeón        | Resultado | Subcampeón    | Campeón Grupo B |
| ------------------- | -------------- | --------- | ------------- | --------------- |
| I Super Cup 2021-22 | The Black Lion | 17 - 14   | Lusitanos XV  | No existía      |
| II Super Cup 2022   | The Black Lion | 29 - 17   | Tel Aviv Heat | No existía      |
| III Super Cup 2023  | The Black Lion | 27 - 17   | Tel Aviv Heat | No existía      |
| IV Super Cup 2024   | The Black Lion | Liga      | Lusitanos XV  | Romanian Wolves |

## Posiciones
| Equipo         | Campeón | 2º puesto |
| -------------- | ------- | --------- |
| The Black Lion | 4       |           |
| Lusitanos XV   |         | 2         |
| Tel Aviv Heat  |         | 2         |